# Eurojam

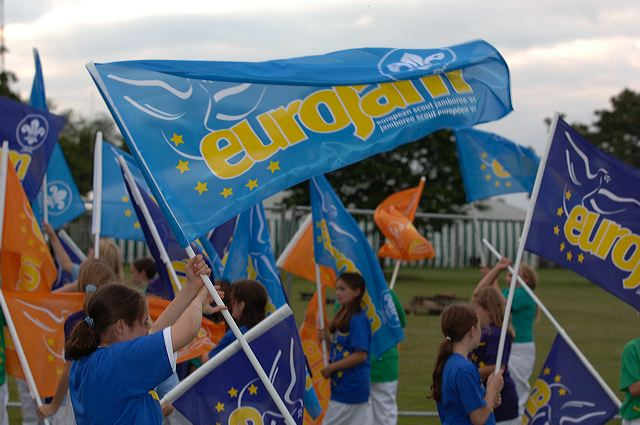
Otwarcie Eurojamu 2005

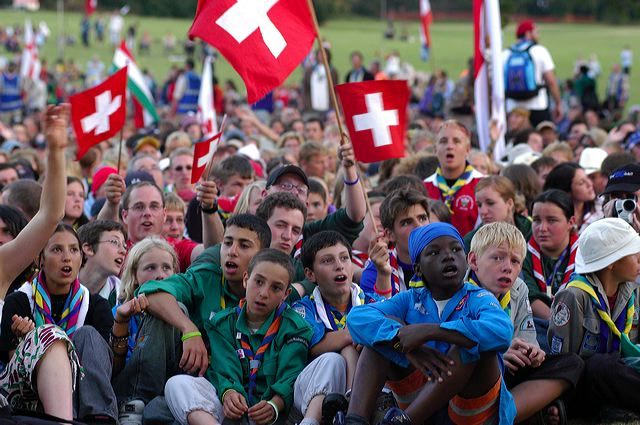
Zakończenie Eurojamu 2005

Europejskie Jamboree (w skrócie Eurojam) jest międzynarodowym spotkaniem skautów, które organizuje w nieregularnym rytmie Region Europejski Światowa Organizacja Ruchu Skautowego (WOSM).
Do tej pory zorganizowano dwa Europejskie Jamboree. Każde z nich było próbą generalną do odbywającego się rok, albo dwa lata później, w tym samym miejscu Jamboree. Poszczególne edycje zgromadziły ponad 10 tysięcy uczestników. Dotychczas odbyły się one:
- w Dronten (Holandia), 1994 rok
- w Hylands Park (Wielka Brytania), 2005 rok

Kolejne Europejskie Jamboree odbędzie się w Gdańsku w 2020 roku.
WOSM planuje realizować to wydarzenie regularnie, lecz szczegóły nie są jeszcze znane.
Pod nazwą Eurojam odbywają się również inne międzynarodowe obozy harcerskie zorganizowane przez europejskie organizacje skautowe, jednak zazwyczaj mają one mniej uczestników. Wśród nich znajdują się: Confédération Européenne de Scoutisme oraz Federacja Skautingu Europejskiego.
FSE zorganizowała jak dotąd cztery Eurojamy:
- Châteauroux 1984 – 5000 uczestników
- Viterbo 1994 – 7500 uczestników
- Żelazko 2003 – 9000 uczestników
- Saint-Evroult-Notre-Dame-du-Bois 2014 – 12 000 uczestników